# Aveyron (affluent du Tarn)
Pour les articles homonymes, voir Aveyron.
L'Aveyron (en occitan Avairon) (ne pas confondre avec une petite rivière du Loiret, qui porte aussi le nom d'Aveyron) est une rivière du Sud de la France, en région Occitanie, qui traverse les départements de l'Aveyron, du Tarn et de Tarn-et-Garonne. C'est un affluent droit du Tarn donc un sous-affluent de la Garonne.

## Étymologie

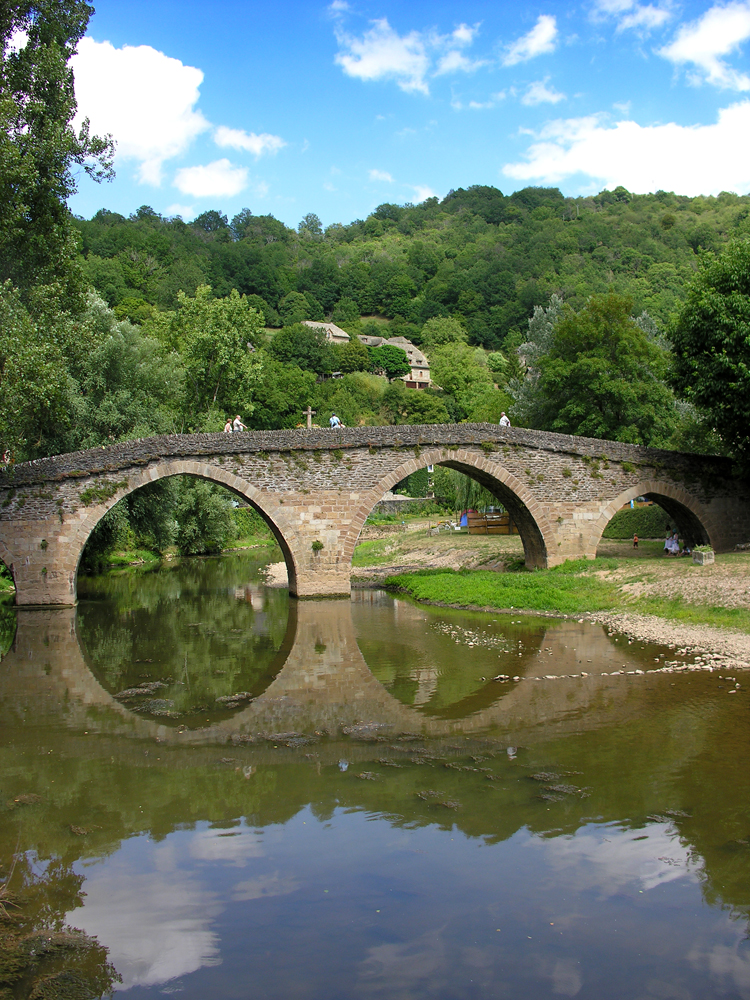
Le pont de Belcastel sur l'Aveyron.

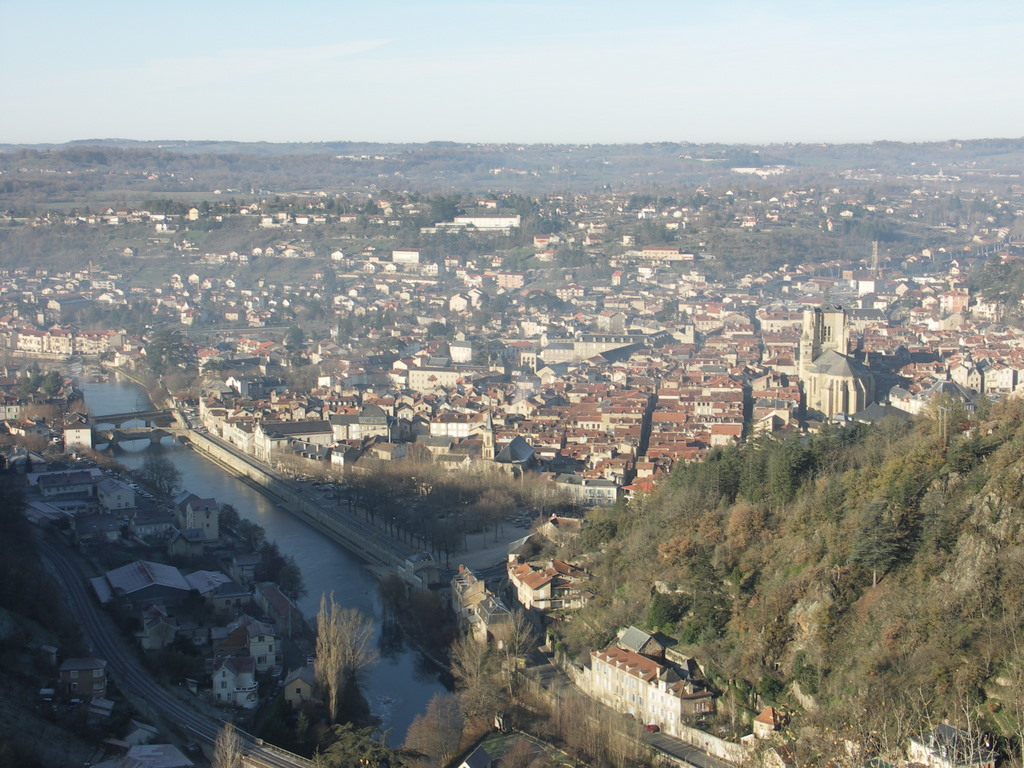
L'Aveyron à Villefranche-de-Rouergue.

Le toponyme « Aveyron » viendrait de Avario puis Veronius, qui vient de awa (eau) + aar (rivière).

## Géographie
De 290,6 km de longueur, l'Aveyron prend sa source à Sévérac d'Aveyron, dans l'Aveyron, et se jette dans le Tarn au nord-ouest de Montauban, entre Lafrançaise et Villemade en Tarn-et-Garonne. Elle traverse des paysages variés, Causse de Sévérac, Pays ruthénois, Ségala, etc. Elle a créé des gorges à partir de Najac, jusqu'à Montricoux en Tarn-et-Garonne.

### Départements et principales villes traversés
- Aveyron : Sévérac d'Aveyron, Gaillac-d'Aveyron, Laissac-Sévérac-l'Église, Rodez, Villefranche-de-Rouergue, Monteils, Najac
- Tarn : Penne
- Tarn-et-Garonne : Laguépie, Varen, Saint-Antonin-Noble-Val, Bruniquel, Montricoux, Nègrepelisse, Albias, Piquecos

### Communes et cantons traversés
Dans les trois départements de l'Aveyron, du Tarn et de Tarn-et-Garonne, l'Aveyron traverse soixante-deux communes.

### Toponymes
L'Aveyron a donné son hydronyme aux trois communes suivantes de Agen-d'Aveyron, Gaillac-d'Aveyron, Clairvaux-d'Aveyron ainsi que quelquefois Villeneuve d'Aveyron.

### Bassin versant
L'Aveyron traverse trente-neuf zones hydrographiques pour une superficie de 15 100 km2.

### Organisme gestionnaire
Le syndicat mixte du bassin versant Aveyron amont (SMBV2A) est la structure gestionnaire de la partie amont de la rivière (1 560 km2). 45 communes et l'agglomération de Rodez composent le syndicat créé en 2017.

## Principaux affluents
| - Le Viaur (168,4 km) - Le Cérou (87,4 km) - La Vère (53,3 km) - La Lère (45,2 km) - L'Alzou (44,2 km) - La Serène (32,2 km) - Le Serre (29,4 km) - La Bonnette (24,9 km) - La Tauge (19,5 km) - Le Grand Mortarieu (19,3 km) - La Seye (18,6 km) - La Baye (15 km) - L'Assou (14 km) - L'Olip (13,5 km) | - Le Riou Nègre (13,3 km) - Le ruisseau de la Brive (13,2 km) - La Briane (11,7 km) - Le ruisseau de Longues Aygues (11,4 km) - Le ruisseau de Frézal (11,3 km) - Le ruisseau du Gouyré (10,9 km) - La Maresque du Pas, aussi appelée la Favasse (10,8 km) - Le Maresque de Moyrazès (10,7 km) - Le Lenne (10,4 km) - Le Merdans (10 km) - Le ruisseau de Lugagnac (9,8 km) - Le Verlenque (9,6 km) - La Brienne (9 km) - L'Auterne (8 km) - Le Trégou (6 km) |

## Hydrologie
L'Aveyron est une rivière abondante, mais très irrégulière, comme la plupart des cours d'eau du bassin versant de la Garonne.

### L'Aveyron à Piquecos
Son débit a été observé durant une période de 95 ans (1914-2008), à Piquecos, localité du département de Tarn-et-Garonne située à peu de distance de son confluent avec le Tarn. Le bassin versant de la rivière y est de 5 170 km2 (soit sa quasi-totalité qui fait 5 300 km2)[réf. nécessaire].
Le module de la rivière à Piquecos est de 56,6 m3/s.
L'Aveyron présente des fluctuations saisonnières de débit très marquées, comme bien souvent dans la partie du bassin de la Garonne correspondant à la zone méridionale du massif central. Les hautes eaux se déroulent en hiver et font monter le débit mensuel moyen à un niveau situé entre 81 et 113 m3/s, de décembre à avril inclus (avec un maximum en janvier). Dès avril, le débit moyen baisse progressivement jusqu'aux basses eaux d'été qui ont lieu de juillet à la mi-octobre, avec une baisse du débit moyen mensuel allant jusqu'à 8,51 m3/s au mois d'août. Mais les fluctuations de débit sont bien plus prononcées sur de plus courtes périodes ou selon les années.

### Étiage ou basses eaux
Ainsi à l'étiage, le VCN3 peut chuter jusque 1,6 m3/s, en cas de période quinquennale sèche, soit 1 600 litres par seconde, ce qui devient sévère, mais reste dans la norme des cours d'eau de la région.

### Crues
Les crues peuvent être très importantes même en tenant compte de l'étendue de son bassin versant. Les QIX 2 et QIX 5 valent respectivement 710 et 1 000 m3/s. Le QIX 10 est de 1 200 m3/s, le QIX 20 de 1 500 m3/s, tandis que le QIX 50 se monte à pas moins de 1 700 m3/s.
Le débit instantané maximal enregistré à Piquecos durant cette période de 94 ans, a été de 938 m3/s le 5 février 2003, tandis que la valeur journalière maximale était de 3 000 m3/s le 4 mars 1930. En comparant la seconde de ces valeurs avec l'échelle des QIX de la rivière, il apparaît clairement que la crue de 1930 était bien plus que cinquantennale, sans doute aussi bien plus que centennale, et peut-être millennale.

### Lame d'eau et débit spécifique
Au total, l'Aveyron est une rivière abondante, puissamment alimentée par de fortes précipitations sur la plus grande partie de son bassin. La lame d'eau écoulée dans son bassin versant est de 347 millimètres par an, ce qui est supérieur à la moyenne d'ensemble de la France tous bassins confondus (plus ou moins 320 millimètres par an), mais inférieur cependant à la moyenne du bassin de la Garonne (374 millimètres par an à Tonneins). Le débit spécifique (ou Qsp) de la rivière atteint 14,7 litres par seconde et par kilomètre carré de bassin.

### Récapitulatif des débits
| Débit moyen : - 3,4 m3/s à Palmas (Pont de Manson) - 6,7 m3/s à Onet-le-Château - 13,5 m3/s à Villefranche-de-Rouergue (Recoules) - 19,5 m3/s à Laguépie - 42,7 m3/s à Montricoux - 57 m3/s près du confluent avec le Tarn | En période de sécheresse : - 2,4 m3/s à Palmas (Pont de Manson) - 5 m3/s à Onet-le-Château - 10 m3/s à Villefranche-de-Rouergue (Recoules) - 14 m3/s à Laguépie - 28 m3/s à Montricoux - 40 m3/s près du confluent avec le Tarn | Crues : - Le 3 décembre 2003, 113 m3/s à Palmas (Pont de Manson) - Le 5 novembre 1994, 146 m3/s à Onet-le-Château - Le 9 mars 1927, 314 m3/s à Villefranche-de-Rouergue (Recoules) - Le 2 décembre 1932, 745 m3/s à Laguépie - Le 4 février 2003, 1 390 m3/s à Montricoux - Le 4 mars 1930, 3 000 m3/s près du confluent avec le Tarn à Piquecos (Loubéjac) |  |

## Aménagements et écologie

### Navigation sur l'Aveyron
L'Aveyron fut rendu navigable jusqu'à Montricoux en 1747, puis le flottage jusqu'à Bruniquel afin d'exploiter la forêt domaniale de Grésigne donnant ainsi un débouché sur la Garonne via la rivière Tarn.